# Георг Людвиг (принц Гольштейн-Готторп)
Георг Людвиг (нім. Georg Ludwig von Holstein-Gottorp; 16 березня 1719 — 7 вересня 1763) — принц, державний діяч Російської імперії, генерал-фельдмаршал.

## Життєпис

### Молоді роки
Належав до династії Гольштейн-Готторпів. Молодший син Крістіана Августа, князя-єпископа Любека, й Альбертіни Фрідеріки Баден-Дурлахської. Народився 1719 року в Гамбурзі. У 1726 році втратив батька. Здобув освіту під орудою матері. Він рано вступив на службу до курфюрста Саксонії, ставши капітаном в гвардії. Мав гарні стосунки з стриєчним небожем Карлом Петером, герцогом Гольштейн-Готторпським. 1737 року отримав гольштейнський орден Св. Анни.

### На службі Пруссії
У 1741 році з початком Війни за австрійську спадщину як доброволець приєднався до прусської армії. 1742 року отримав чин підполковника П'ятого кірасирського полку. У 1744 році він був призначений генерал-майором за патентом від 5 грудня 1743 року. 1745 року отримав від російської імператриці Єлизавети I Орден Андрія Первозванного. Невдовзі очолив Дев'ятий драгунський полк, з яким брав участь у битві біля Кессельдорфу в Саксонії.
1750 року одружився з представницею роду Шлезвіг-Гольштейн-Зондербург. Георг Людвиг був учасником Семирічної війни, де служив під орудою прусського фельдмаршала Йоганна фон Левальда. У лютому 1757 року стає генерал-лейтенантом. Того ж року брав участь у битві біля Грос-Егерсдорфом проти росіян, очолюючи лівий фланг. Саме прусські війська після попереднього успіху зазнали поразки, що зрештою призвело до загального відступу. Після цього переведено до Померанії, де змусив шведів відступити до Штральзунду. Георг-Людвиг атакував Шведську Померанію, дійшовши до Ростока, за що отримав Орден Чорного орла.
У 1758 році увійшов до армія на чолі із Фердинандом Брауншвейзьким, був учасником битв під Крефельдом, Касселем (обидва 1758 року), Бергеном і Мінденом (обидва 1759 року). 1760 року опинився в армії під безпосереднім керівництвом прусського короля Фрідріха II. Особливо не відзначився при облозі Дрездена та битві під Торгау. За це у 1761 року звільнено зі служби.

### На російській службі
Невдовзі по поверненню до Гольштейна отримав запрошення від нового російського імператора Петра III. ще до того як Георг Людвиг прибувдо Росії Поки імператор призначив його генерал-губернатором Гольштейна, першим членом Імператорської Ради, генерал-фельдмаршалом, полковником лейб-гвардії Кінного полку і надано титул Високості.
Петро III в рамках підготовки до війни з Данією за повернення втрачених герцогством Гольштейн-Готтопським земель планував призначити Георга Людвига очільником військ. Також намагався передати тому герцогство Курляндське. На його честь було названо новий військовий корабель. Проте принц намагався відмовити імператора від війни з Данією. Під час державного заколоту 1762 року залишився вірним Петру III, намагався завадити переходу свого лейб-гвардії полку на бік Катерини II, але марно, був арештований, але невдовзі звільнений. Імператриця призначила Георга Людвига адміністратом (штатгальтером) Гольштейну, але вже 1763 року він помер у Кілі.

## Родина
Дружина — Софія Шарлотта, донька Фрідріха Вільгельма II, герцога Шлезвіг-Гольштейн-Зондербург-Бекського
Діти:
- Фрідріх (1751—1752)
- Вільгельм (1753—1774)
- Петер Фрідріх (1755—1829), великий герцог Ольденбурзький